# Bármi megteszi
A Bármi megteszi (eredeti címe: Whatever Works) 2009-es amerikai filmvígjáték Woody Allen rendezésében. A főszerepekben Larry David, Evan Rachel Wood, Patricia Clarkson, Ed Begley Jr., Michael McKean és Henry Cavill láthatóak. A filmet 2009. június 19-én mutatták be az Egyesült Államokban, vegyes kritikákat kapott és 35 millió dolláros bevételt hozott a 15 millió dolláros költségvetéssel szemben.

## Cselekmény
Egy középkorú elvált férfi szerelembe esik egy sokkal fiatalabb, egyszerű déli lánnyal.

## Szereplők
- Larry David: Boris
- Evan Rachel Wood: Melody
- Ed Begley Jr.: John
- Patricia Clarkson: Marietta
- Conleth Hill: Brockman
- Michael McKean: Boris barátja
- Henry Cavill: Randy
- John Gallagher Jr.: Perry
- Jessica Hecht: Helena
- Carolyn McCormick: Jessica
- Christopher Evan Welch: Howard
- Olek Krupa: Morgenstern

További szereplők: Adam Brooks és Lyle Kanouse, mint Boris két névtelen barátja.

## Fogadtatás
A Rotten Tomatoes oldalán 50%-on áll 165 kritika alapján, és 5.4 pontot szerzett a tízből. A honlapon látható összefoglaló szerint "a film egy hetvenes években íródott forgatókönyv alapján készült, és friss ötletek hiányától szenved." A Metacritic honlapján 45 pontot szerzett a százból, 30 kritika alapján.
A The Star-Ledger kritikusa, Matthew Oshinsky szerint "messze nem ez Allen legjobb filmje, de vannak benne vicces szövegek és legalább kellemes".